# Wang Xinyu
Wang Xinyu (chiń. 王欣瑜; pinyin Wáng Xīnyú; ur. 26 września 2001 w Shenzhen) – chińska tenisistka, mistrzyni wielkoszlemowego French Open 2023 w grze podwójnej kobiet, mistrzyni juniorskiego Australian Open 2018 w grze podwójnej dziewcząt, srebrna medalistka igrzysk olimpijskich z Paryża (2024) w grze mieszanej.

## Kariera tenisowa
W rozgrywkach zawodowych zadebiutowała w lipcu 2016 roku w turnieju ITF w Prokuplje.
W swojej karierze wygrała w siedmiu turniejach singlowych i dwóch deblowych rangi ITF. Najwyżej w rankingu WTA notowana była na 32. miejscu w singlu (9 października 2023) i na 16. miejscu w deblu (20 maja 2024).
W zawodach cyklu WTA Tour Chinka wygrała cztery turnieje w grze podwójnej z ośmiu rozegranych finałów. Osiągnęła też jeden finał zawodów singlowych w cyklu WTA 125, w deblu zaś wygrała w jednym turnieju w zawodach tej kategorii.
W 2018 roku została mistrzynią Australian Open w grze podwójnej dziewcząt (w parze z Liang En-shuo), zwyciężając w spotkaniu finałowym z deblem Violet Apisah–Lulu Sun.
W sezonie 2023 triumfowała w wielkoszlemowym French Open. Razem z Hsieh Su-wei pokonały w finale Leylah Fernandez i Taylor Townsend 1:6, 7:6(5), 6:1.
W 2024 roku razem z Zhangiem Zhizhenem wywalczyli srebrny medal w grze mieszanej podczas igrzysk olimpijskich w Paryżu. W finale przegrali z parą Kateřina Siniaková–Tomáš Macháč 2:6, 7:5, 8–10.

## Historia występów wielkoszlemowych
Legenda
     W, wygrany turniej
     F, przegrana w finale
     SF, przegrana w półfinale
     QF, przegrana w ćwierćfinale
     xR, przegrana w x rundzie
     A, brak startu
     NH, turniej nie odbył się

### Występy w grze pojedynczej
| Australian Open        | A | A   | 1R  | A   | Q3  | Q1 | 2R | 2R | 1R | 1R | 0 / 5  | 2 – 5   |  |  |  |  |  |  |  |  |  |  |  |  |  |  |  |
| French Open            | A | A   | A   | A   | Q3  | Q1 | 1R | 3R | 3R |    | 0 / 3  | 4 – 3   |  |  |  |  |  |  |  |  |  |  |  |  |  |  |  |
| Wimbledon              | A | A   | A   | A   | NH  | 1R | A  | 2R | 4R |    | 0 / 3  | 4 – 3   |  |  |  |  |  |  |  |  |  |  |  |  |  |  |  |
| US Open                | A | A   | A   | 1R  | A   | A  | 1R | 4R | 2R |    | 0 / 4  | 4 – 4   |  |  |  |  |  |  |  |  |  |  |  |  |  |  |  |
|                        |   |     |     |     |     |    |    |    |    |    |        |         |  |  |  |  |  |  |  |  |  |  |  |  |  |  |  |
| Ranking na koniec roku | – | 983 | 306 | 150 | 153 | 99 | 97 | 32 | 37 |    | 0 / 15 | 14 – 15 |  |  |  |  |  |  |  |  |  |  |  |  |  |  |  |

### Występy w grze podwójnej
| Australian Open        | A | A    | A   | A   | A   | A   | A   | 2R | 1R | 3R | 0 / 3 | 3 – 3  |  |  |  |  |  |  |  |  |  |  |  |  |  |  |  |
| French Open            | A | A    | A   | A   | A   | A   | A   | W  | 3R |    | 1 / 2 | 8 – 1  |  |  |  |  |  |  |  |  |  |  |  |  |  |  |  |
| Wimbledon              | A | A    | A   | A   | NH  | A   | A   | A  | 1R |    | 0 / 1 | 0 – 1  |  |  |  |  |  |  |  |  |  |  |  |  |  |  |  |
| US Open                | A | A    | A   | A   | A   | A   | 1R  | SF | 1R |    | 0 / 3 | 4 – 3  |  |  |  |  |  |  |  |  |  |  |  |  |  |  |  |
|                        |   |      |     |     |     |     |     |    |    |    |       |        |  |  |  |  |  |  |  |  |  |  |  |  |  |  |  |
| Ranking na koniec roku | – | 1094 | 228 | 243 | 252 | 143 | 195 | 22 | 54 |    | 1 / 9 | 15 – 8 |  |  |  |  |  |  |  |  |  |  |  |  |  |  |  |

### Występy w grze mieszanej
Wang Xinyu nigdy nie startowała w rozgrywkach gry mieszanej podczas turniejów wielkoszlemowych.

## Finały turniejów WTA
| Legenda                     | Legenda |
| --------------------------- | ------- |
| Wielki Szlem                |         |
| Igrzyska olimpijskie        |         |
| WTA Tour Championships      |         |
| 2009 – 2020                 |         |
| WTA Premier Mandatory       |         |
| WTA Premier 5               |         |
| WTA Premier                 |         |
| WTA International Series    |         |
| WTA 125K series (2012–2020) |         |
| od 2021                     |         |
| WTA 1000 (obowiązkowe)      |         |
| WTA 1000 (nieobowiązkowe)   |         |
| WTA 500                     |         |
| WTA 250                     |         |
| WTA 125                     |         |

### Gra pojedyncza 1 (0–1)
| Końcowy wynik | Nr | Data            | Turniej | Nawierzchnia | Przeciwniczka       | Wynik finału      |
| ------------- | -- | --------------- | ------- | ------------ | ------------------- | ----------------- |
| Zwyciężczyni  | 1. | 22 czerwca 2025 | Berlin  | Trawiasta    | Markéta Vondroušová | 6:7(10), 6:4, 2:6 |

### Gra podwójna 9 (4–5)
| Końcowy wynik | Nr | Data                 | Turniej     | Nawierzchnia  | Partnerka     | Przeciwniczki                          | Wynik finału     |
| ------------- | -- | -------------------- | ----------- | ------------- | ------------- | -------------------------------------- | ---------------- |
| Zwyciężczyni  | 1. | 15 września 2019     | Nanchang    | Twarda        | Zhu Lin       | Peng Shuai Zhang Shuai                 | 6:2, 7:6(5)      |
| Zwyciężczyni  | 2. | 30 października 2021 | Courmayeur  | Twarda        | Zheng Saisai  | Eri Hozumi Zhang Shuai                 | 6:4, 3:6, 10–5   |
| Finalistka    | 1. | 12 listopada 2021    | Linz        | Twarda (hala) | Zheng Saisai  | Nateła Dzałamidze Kamilla Rachimowa    | 4:6, 2:6         |
| Finalistka    | 2. | 27 lutego 2022       | Guadalajara | Twarda        | Zhu Lin       | Kaitlyn Christian Lidzija Marozawa     | 5:7, 3:6         |
| Finalistka    | 3. | 5 lutego 2023        | Hua Hin     | Twarda        | Zhu Lin       | Chan Hao-ching Wu Fang-hsien           | 1:6, 6:7(6)      |
| Finalistka    | 4. | 26 lutego 2023       | Mérida      | Twarda        | Wu Fang-hsien | Catherine McNally Diane Parry          | 0:6, 5:7         |
| Zwyciężczyni  | 3. | 11 czerwca 2023      | French Open | Ceglana       | Hsieh Su-wei  | Leylah Fernandez Taylor Townsend       | 1:6, 7:6(5), 6:1 |
| Zwyciężczyni  | 4. | 23 czerwca 2024      | Berlin      | Trawiasta     | Zheng Saisai  | Chan Hao-ching Wieronika Kudiermietowa | 6:2, 7:5         |
| Finalistka    | 5. | 2 lutego 2025        | Singapur    | Twarda (hala) | Zheng Saisai  | Desirae Krawczyk Giuliana Olmos        | 5:7, 0:6         |

### Gra mieszana 1 (0–1)
| Końcowy wynik | Nr | Data            | Turniej | Nawierzchnia | Partner       | Przeciwnicy                     | Wynik finału   |
| ------------- | -- | --------------- | ------- | ------------ | ------------- | ------------------------------- | -------------- |
| Finalistka    | 1. | 2 sierpnia 2024 | Paryż   | Ceglana      | Zhang Zhizhen | Kateřina Siniaková Tomáš Macháč | 2:6, 7:5, 8–10 |

## Finały turniejów WTA 125

### Gra pojedyncza 1 (0–1)
| Końcowy wynik | Nr | Data             | Turniej  | Nawierzchnia  | Przeciwniczka       | Wynik finału |
| ------------- | -- | ---------------- | -------- | ------------- | ------------------- | ------------ |
| Finalistka    | 1. | 26 września 2021 | Columbus | Twarda (hala) | Nuria Párrizas Díaz | 6:7(2), 3:6  |

### Gra podwójna 1 (1–0)
| Końcowy wynik | Nr | Data             | Turniej  | Nawierzchnia  | Partnerka    | Przeciwniczki                        | Wynik finału |
| ------------- | -- | ---------------- | -------- | ------------- | ------------ | ------------------------------------ | ------------ |
| Zwyciężczyni  | 1. | 26 września 2021 | Columbus | Twarda (hala) | Zheng Saisai | Dalila Jakupović Nuria Párrizas Díaz | 6:1, 6:1     |

## Występy w Turnieju Mistrzyń

### W grze podwójnej
| Rok  | Rezultat              | Partnerka    | Przeciwniczki | Wynik         |
| 2023 | Zawodniczki rezerwowe | Hsieh Su-wei | nie wystąpiły | nie wystąpiły |

## Wygrane turnieje singlowe rangi ITF
| turnieje z pulą nagród 100 000 $ (W100) |
| turnieje z pulą nagród 80 000 $ (W80)   |
| turnieje z pulą nagród 60 000 $ (W75)   |
| turnieje z pulą nagród 40 000 $ (W50)   |
| turnieje z pulą nagród 25 000 $ (W35)   |
| turnieje z pulą nagród 15 000 $ (W15)   |
| turnieje z pulą nagród 10 000 $         |

### Gra pojedyncza
|    | Data       | Turniej             | Kat. | ($)     | Naw.   | Finalistka       | Wynik            |
| 1. | 18/08/2018 | Nonthaburi          | ITF  | 25 000  | twarda | Wang Xiyu        | 6:1, 4:6, 6:1    |
| 2. | 09/06/2019 | Shenzhen            | ITF  | 25 000  | twarda | Xun Fangying     | 6:1, 6:0         |
| 3. | 16/06/2019 | Hengyang            | ITF  | 25 000  | twarda | Sun Ziyue        | 6:4, 6:3         |
| 4. | 07/07/2019 | Tiencin             | ITF  | 25 000  | twarda | Jovana Jakšić    | 6:4, 6:2         |
| 5. | 15/05/2022 | La Bisbal d’Empordà | ITF  | 100 000 | ziemna | Erika Andriejewa | 3:6, 7:6(0), 6:0 |
| 6. | 20/11/2022 | Tokio               | ITF  | 60 000  | twarda | Moyuka Uchijima  | 6:1, 4:6, 6:3    |
| 7. | 13/08/2023 | Landisville         | ITF  | 100 000 | twarda | Madison Brengle  | 6:2, 6:3         |

## Występy w igrzyskach olimpijskich

### Gra pojedyncza
| Runda                                                                  | Przeciwniczka                  | Wynik    |
| ---------------------------------------------------------------------- | ------------------------------ | -------- |
|                                                                        |                                |          |
| Letnie Igrzyska Olimpijskie w Paryżu 2024, reprezentując państwo Chiny |                                |          |
| I runda                                                                | Niemcy: Tamara Korpatsch       | 6:2, 6:1 |
| II runda                                                               | Czechy: Barbora Krejčíková [9] | 2:6, 3:6 |

### Gra podwójna
| Runda                                                                  | Partnerka         | Przeciwniczki                               | Wynik    |
| ---------------------------------------------------------------------- | ----------------- | ------------------------------------------- | -------- |
|                                                                        |                   |                                             |          |
| Letnie Igrzyska Olimpijskie w Paryżu 2024, reprezentując państwo Chiny |                   |                                             |          |
| I runda                                                                | Zheng Saisai [PR] | Ukraina: Ludmyła Kiczenok / Nadija Kiczenok | 1:6, 4:6 |

### Gra mieszana
| Runda                                                                  | Partner             | Przeciwnicy                                         | Wynik                |
| ---------------------------------------------------------------------- | ------------------- | --------------------------------------------------- | -------------------- |
|                                                                        |                     |                                                     |                      |
| Letnie Igrzyska Olimpijskie w Paryżu 2024, reprezentując państwo Chiny |                     |                                                     |                      |
| I runda                                                                | Zhang Zhizhen [Alt] | Brazylia: Luisa Stefani / Thiago Seyboth Wild [Alt] | 3:6, 6:3, 10–8       |
| Ćwierćfinał                                                            | Zhang Zhizhen [Alt] | Australia: Ellen Perez / Matthew Ebden [2]          | 6:7(8), 7:6(8), 10–5 |
| Półfinał                                                               | Zhang Zhizhen [Alt] | Holandia: Demi Schuurs / Wesley Koolhof             | 2:6, 6:4, 10–4       |
| O złoty medal                                                          | Zhang Zhizhen [Alt] | Czechy: Kateřina Siniaková / Tomáš Macháč           | 2:6, 7:5, 8–10       |

## Finały juniorskich turniejów wielkoszlemowych

### Gra podwójna
| Końcowy wynik | Rok  | Turniej         | Nawierzchnia | Partnerka     | Przeciwniczki                     | Wynik finału      |
| Zwyciężczyni  | 2018 | Australian Open | Twarda       | Liang En-shuo | Violet Apisah Lulu Sun            | 7:6(4), 4:6, 10-5 |
| Zwyciężczyni  | 2018 | Wimbledon       | Trawiasta    | Wang Xiyu     | Catherine McNally Whitney Osuigwe | 6:2, 6:1          |